# Karel Zahradnik
Karel Zahradník (16 de abril de 1848 - 23 de abril de 1916) fue un matemático checo que estudió la familia de curvas conocidas como cisoides de Zahradník.

## Semblanza
Zahradník nació en 1848 en la ciudad de Litomyšl, por entonces perteneciente al imperio Austrohúngaro. Estudió en Praga, donde fue alumno de František Josef Studnička y de Emil Weyr. Antes de su partida a Croacia, participó en el establecimiento de la Unión de Matemáticos Checos en Praga.
Gran parte de su carrera profesional permaneció en Croacia, ligado a la Universidad de Zagreb. En 1899 pasó a ser el primer rector de la Universidad Técnica de Brno y durante los años 1910 y 1911 decano del Departamento de Ingeniería Civil de la citada universidad.
Como matemático, se ocupó principalmente de cuestiones de geometría, dedicándose al estudio de las curvas cisoides que llevan su nombre.
Falleció en Praga en 1916.

## Reconocimientos
- Recibió el título de comendador de la Orden imperial de Francisco José, así como la ciudadanía honoraria de Králova Pole.